# Donji Islamovac
Donji Islamovac je bivše samostalno naselje s područja današnjeg distrikta Brčkog, BiH.

## Povijest
Za vrijeme socijalističke BiH ovo je naselje pripojeno naselju Islamovac.